# 이보 그레규레빅
이보 그레규레빅(Ivo Gregurević, 1952년 10월 7일 ~ 2019년 1월 1일)은 크로아티아의 배우이다.
자그레브에서 사망하였다.

## 영화
- 카탈리나 (2017년)
- 남자는 울지 않는다 (2017년)
- 언기븐 (2015년)
- 더 리퍼 (2014년)
- 룸 304 (2011년)
- 더 블랙스 (2009년)
- 부적응자들 (2009년)
- 리카 시네마 (2008년)
- 콧수염 없는 남자 (2005년)
- 히어 (2003년)
- 레드 더스트 (1999년)
- 티토의 정신 (1999년)
- 프라그먼트: 크로니클 오브 어 베니싱 (1991년)
- 만종 (1986년)
- 듀엣 포 원 나잇 (1984년)
- 은하에서 온 방문자들 (1981년)